# Рассказы о крестоносцах
«Рассказы о крестоносцах» или «Повести о крестоносцах» (англ. Tales of the Crusaders) — цикл произведений британского писателя Вальтера Скотта, опубликованных в 1825 году в одном издании. Включает два исторических романа, «Обручённая» и «Талисман», действие которых происходит в эпоху крестовых походов.

## Содержание
Роман «Обручённая» (другой вариант перевода — «Обручённые») посвящён эпохе Генриха II Плантагенета в Англии. Пожилой коннетабль Честерский возвращается из крестового похода на родину и узнаёт об измене невесты, о предательстве племянника и о том, что кузен воспользовался его отсутствием, чтобы захватить фамильные владения. Этот конфликт разрешается бескровно благодаря благородному поведению основных участников, включая коннетабля.
Действие «Талисмана» происходит в Палестине во время Третьего крестового похода. Крестоносцы заключают перемирие с мусульманами, в христианском лагере разворачиваются интриги. Простому шотландскому рыцарю Кеннету удаётся предотвратить раскол и добиться победы над врагом. В финале выясняется, что под личиной бедного рыцаря скрывался Давид, граф Хантингдон, наследник шотландского престола.

## Создание и оценки
Известно, что Скотт скептически относился к «Обрученной» и даже не хотел дописывать этот роман, но издатель Джеймс Баллантайн настоял на продолжении работы. С определённого момента параллельно шла работа над «Талисманом». При этом Баллантайн был уверен, что достоинства второй книги позволят скрыть недостатки первой. «Рассказы крестоносцев» увидели свет в июне 1825 года.
В предисловиях к переизданиям «Обрученной» и «Талисмана» (1832) Скотт постарался объяснить смысл названия цикла. По его словам, заголовок был ему навязан друзьями: писатель не собирался рассказывать в «Обрученной» о крестовых походах и не хотел разочаровывать читателей. Позже те же друзья посоветовали ему написать во втором романе о событиях на Востоке, чтобы название было полностью оправдано. Существует мнение, что Скотт говорит неправду: Название всё же придумал он, имея в виду рассказы не о крестовых походах, а об особенностях эпохи в которую эти походы происходили.
Оба романа имели огромный успех у читателей и были высоко оценены многими критиками. При этом большего успеха добился «Талисман» с более эффектным и экзотическим сюжетом, а «Обручённая» нередко подвергалась критике. Обозреватель The Monthly Review назвал её «глупой сказочкой». По мнению критика из Edinburgh Magazine, этот роман читается тяжело и местами написан неаккуратно. Биограф Скотта Хескет Пирсон отметил, что «Обручённая» «завоевала бы одно из первых мест в состязании худших и глупейших книг, вышедших из-под пера гения». Зять и биограф писателя Джон Локхарт писал: «Великолепие „Талисмана“ настолько ослепило читателей, что заставило их закрыть глаза на недостатки романа-близнеца».